# Phronia despecta
Phronia despecta är en tvåvingeart som först beskrevs av Walker 1848.  Phronia despecta ingår i släktet Phronia och familjen svampmyggor.
Artens utbredningsområde är Ontario. Inga underarter finns listade i Catalogue of Life.